# Arnold Geulincx
Arnold Geulincx (Anvers, 31 de gener de 1624 − Leiden, novembre de 1669) va ser un filòsof i lògic racionalista. Era un adepte de l'ocasionalisme.
Estudià a la Universitat de Lovaina, on va impartir classes de filosofia a partir de 1646. Va ser expulsat a l'inici del 1658, per què volia casar-se amb Suzanna Strickers, el que no era autoritzat. Es va traslladar a la Universitat de Leiden i es va convertir al calvinisme. Allí va ser nomenat lector de lògica en 1662 i professor en 1665. Va morir el 1669, deixant la major part de la seva obra, tota ella escrita en llatí, inèdita. Geulincx resumir tota la seva filosofia, que parteix principalment de Descartes, en la frase: «Ita est, ergo ita sit» ("Així existeix, per tant així és"). Creia en una "harmonia preestablerta" com a solució a la dicotomia cartesiana ment-cos. Va morir 25 anys abans que Leibniz formulés la mateixa proposta, avui molt més coneguda. En la filosofia de Leibniz, la doctrina de l'harmonia preestablerta es relaciona amb l'optimisme, és a dir, la noció que "aquest és el millor dels mons possibles". Geulincx, però, no va establir aquest vincle.
Geulincx, en essència, afirmava que l'home no és actor, sinó més aviat espectador dels seus propis actes, d'una manera que ni ell mateix arriba a comprendre: «Quod nescis quomodo fiat id non facis.» La voluntat provoca els nostres actes i aquests són captats pel nostre esperit, però són únicament causes ocasionals, ocasions, del moviment i de la sensació, sent la seva causa veritable Déu mateix. Geulincx, per tant, descartava tota acció de l'home en el món, ja que atribuïa tot el poder a Déu. L'home era simple espectador del que Déu obrava en ell, per això la seva virtut fonamental havia de ser la humilitat. La seva teoria del coneixement, d'acord amb això, era relativista: el coneixement es queda només en la superfície de les coses. Només es poden conèixer les pròpies accions i passions, la veritable saviesa únicament pertany a Déu.

## Obres fonamentals
- Quaestiones Quodlibeticae (1653)
- Disputatio medica inauguralis de febribus (1658);
- Logica fundamentis suis restituta (1662)
- Methodus inveniendi argumenta (1663)
- De virtute (1665).